# Байково
 Тази статия е за селото в България.  За селото в Република Македония вижте Байково (Община Ново село).  
Байково е село в Североизточна България. То се намира в община Хитрино, област Шумен.

## География
Село Байково се намира в Североизточна България в близост до град Шумен, между селата Добри Войниково и Трем. В селото има изградена метериологична станция и уеб камера.

## История
Наричало се е Байкоджелар. Местено е в турско време. Разположено е на 3 км. от гара Хитрино (Шайтанджик), по железопътна линия Варна-Русе. Имало е турско училище, което е съборено а джамията е реставрирана и още съществува. Селото е изцяло населено от мюсюлмани.

Има три мнения за произхода на името на селото.
Първото е, че идва от думата „Байър коджалар“, байър – хълм и коджатмак – застаряване в значение „хълмът ни застари“. Преди селото се е намирало на километър източно от сегашното разположение на един хълм. Въднъж копиеносец хвърлил своето копие от този хълм и там където е попаднало копието е бликнала вода. Там селското население е ископал първия кладенец (името на каладенеца е „Окчу бунар“), но още са живели на километър и полувина от разположението на кладенеца. Селяните постоянно са слизали и се качвали по хълма за вода и са се изморявали.
Второто мнение е, че населението на селото е било религиозно и ходейки да кланят петкратни молитви в джамията джемаатът (хората които групово кланят намаз) е забелязал имама на джамията че кланя нафиле намаз и застанал за седжде, но не се изправил известно време и са го помислили че е припаднал казвайки „Байълмъш ходжа“-(имамът припадна). Имамът на селото не е припаднал, а е кланял намаз отдаден към Всевишния, сякаш се е изкачвал по стълбите към Него.
Третото мнение е, че идва от името „Бай коджа“ (знатни, големи хора), предполага се, че първите заселници са дошли при второто доброволно преселение от областта Коня (Турция), в днешно време в оласт Коня към знатните, големите хора още се обръщение с названието „Бай коджа“.

## Население
Численост на населението според преброяванията през годините:
| \| Година на преброяване \| Численост \| \| --------------------- \| --------- \| \| 1934 \| 488 \| \| 1946 \| 583 \| \| 1956 \| 586 \| \| 1965 \| 548 \| \| 1975 \| 487 \| \| 1985 \| 451 \| \| 1992 \| 261 \| \| 2001 \| 187 \| \| 2011 \| 169 \| \| 2021 \| 169 \| |           |
| Година на преброяване | Численост |
| 1934 | 488       |
| 1946 | 583       |
| 1956 | 586       |
| 1965 | 548       |
| 1975 | 487       |
| 1985 | 451       |
| 1992 | 261       |
| 2001 | 187       |
| 2011 | 169       |
| 2021 | 169       |

### Етнически състав

#### Преброяване на населението през 2011 г.
Численост и дял на етническите групи според преброяването на населението през 2011 г.:
|                     | Численост | Дял (в %) |
| Общо                | 169       | 100       |
| Българи             | –         | –         |
| Турци               | 169       | 100       |
| Цигани              | –         | –         |
| Други               | –         | –         |
| Не се самоопределят | –         | –         |
| Неотговорили        | –         | –         |

## Религии
Жителите изповядват мюсюлманската религия.